# Faraday Future
Faraday Future là một công ty công nghệ khởi nghiệp ở Mỹ tập trung vào sự phát triển của xe điện thông minh. Faraday Future được thành lập vào năm 2014 và có trụ sở tại Los Angeles, California, trong Cổng khu phố, tiếp giáp với Carson, California. Kể từ khi thành lập vào năm 2014, công ty đã có 1000 nhân viên vào năm 2016.  đối tác tài chính của họ là LeEco, một công ty điện tử tiêu dùng Trung Quốc, dẫn đầu bởi Jia Yueting.
Faraday Future được đặt tên cho một trong những nguyên tắc sáng lập của công nghệ động cơ điện được gọi là định luật cảm ứng Faraday. Luật Faraday được đặt tên theo nhà khoa học Anh Michael Faraday đã phát hiện ra cảm ứng điện từ.
Công ty đã ra mắt chiếc xe concept đầu tiên của họ là FFZERO1, một chỗ ngồi vào tháng 1 năm 2016 Consumer Electronics Show nhưng không công bố kế hoạch sản xuất.
Công ty đã ra mắt chiếc xe sản xuất đầu tiên của họ là FF91 vào tháng 1 năm 2017 tại Consumer Electronics Show. Chỉ có 300 "Liên minh Edition" đơn vị ra mắt sẽ có sẵn, đơn hàng đầu tiên dự kiến giao vào năm 2018.

## Vị trí kế hoạch
Faraday Future công bố vào tháng 11 năm 2015 rằng họ sẽ đầu tư lên đến $ 1 tỷ USD vào cơ sở sản xuất đầu tiên của mình. Có thể có địa điểm cơ sở của Mỹ đang được xem xét ở California, Georgia, Louisiana, và Nevada.
Trong tháng 12 năm 2015, Faraday Future giải quyết trên một vị trí trong Bắc Las Vegas cho trang web sản xuất của mình,  được xây dựng bởi AECOM cho 500 triệu $. Xây dựng bắt đầu vào tháng 4 năm 2016 với cơ sở hạ tầng cần thiết bổ sung thêm mà Nevada đã chính thức đồng ý để xây dựng cốt giữ cấp phát một xác minh của Faraday tương lai mà nó là tài chính tốt và hoàn toàn có thể tăng đủ tiền để tài trợ cho toàn bộ dự án.  Các cơ sở trợ giúp bởi một $ 215,000,000 ưu đãi thuế, và 4 dặm (6km) kích thích đường sắt trong năm 2018 với 300 triệu dặm vuông (28 triệu m 2 ) nhà máy trong tương lai, nơi 4.500 nhân viên toàn thời gian có thể làm việc.
Ngày 24 tháng năm 2016, Thành phố Vallejo, California công bố sẽ có một ngày 31 tháng 5 năm 2016 Hội đồng thành phố đặc biệt biểu quyết về một thỏa thuận đàm phán độc quyền. Đây là bước đầu tiên chính thức để đưa Faraday tương lai để Mare Island. Sau Karma ô tô của nhà máy mới ở Moreno Valley,  các dự án sẽ là cơ sở sản xuất ô tô mới thứ hai được xây dựng từ mặt đất lên ở California trong vài năm qua. Nó sẽ mang lại hàng trăm triệu đô la đầu tư mới cho nền kinh tế địa phương.  Ngày 31 tháng 5 năm 2016, Hội đồng thành phố nhất trí về thỏa thuận nhập vào 6 tháng.

## Sản phẩm kế hoạch
Faraday Future dự kiến sẽ khởi động chiếc xe hoàn toàn bằng điện đầu tiên của mình vào năm 2017, với khả năng sản xuất một phạm vi lớn hơn của xe theo thời gian.  Công ty đã ngụ ý kế hoạch để khám phá các khía cạnh khác của ô tô và công nghệ các ngành công nghiệp, chẳng hạn như quyền sở hữu và sử dụng mô hình kinh nghiệm, nội dung trong xe, và lái xe tự trị. 
Vào tháng 7 năm 2015, Motor Trend chạy một bài báo đã cung cấp một vài thông số kỹ thuật cho xe điện đề xuất Faraday Future của: nó sẽ có 15 phần trăm cao hơn năng lượng cụ thể hơn một Tesla Model S, nó sử dụng một đa bài giải pháp mà cả hai tế bào đơn lẻ và các nhóm tế bào có thể được thay thế, và nó sẽ có một thiết kế mô-đun cho các phương pháp sản xuất hàng loạt cải thiện.
Vào tháng 11 năm 2015 LA Auto Show, Trưởng phòng thiết kế Richard Kim thảo luận quan tâm của mình trong việc tạo ra một chiếc xe có tính năng truy cập internet, xe giải trí, công nghệ hương liệu, và thiết kế nội thất làm việc.
Vào ngày 04 Tháng 1 2016, tại Mỹ Consumer Electronics Show, họ đã tiết lộ 1.000 mã lực của họ (750kW), 200mph (320km / h), đơn ghế đua xe khái niệm. Nó có một phong cách tương tự như năm 1960 Batmobile. Họ cho thấy một video giới thiệu cách thiết kế cơ bản của họ sẽ cho phép cho nhiều phong cách cơ thể và cấu hình pin. Không có chi tiết cụ thể nào được đưa ra cho những thiết kế xe tiềm năng khác với khái niệm xe đua. Sau khi tiết lộ, các trang truyền thông xã hội của họ bị ảnh hưởng với các ý kiến chủ yếu là tiêu cực. Nhiều người nói rằng họ hy vọng chi tiết về một chiếc xe sản xuất giá cả phải chăng mà sẽ cạnh tranh với các mẫu Tesla 3 hay Nissan Leaf. Họ bày tỏ sự thất vọng rằng thiết kế chỉ được hiển thị là một cao cấp khái niệm đua xe hơi sẽ không bao giờ thực sự được sản xuất, thay vì một chiếc xe sản xuất cho người lái xe hàng ngày.
Faraday Future đã có kế hoạch để bắt đầu thử nghiệm xe tự lái xe trên đường California sau khi chiến thắng chính từ California vào ngày 17 tháng 6 năm 2016.
Faraday Future công bố thiết kế FF91 xe mới của họ tại Mỹ tháng 1 năm 2017 Consumer Electronics Show.  Đó là tuyên bố để tăng tốc 0-60mph (0–97km / h) trong vòng chưa đầy 2,5 giây.  Faraday Kế hoạch tương lai một vài chiếc xe dựa trên linh hoạt biến Kiến trúc Nền tảng (VPA).

## Kế hoạch thương mại và tiếp thị
Công ty này nói rằng một số nguồn thu nhập Faraday Future dự kiến sẽ đến từ đâu, nguồn phụ trợ thay thế, cơ cấu doanh thu dự kiến là gần gũi hơn với các điện thoại thông minh hơn với doanh số bán ô tô tiêu chuẩn.
Trong tháng 11 năm 2015, Faraday Future thông báo rằng họ sẽ tham dự CES Quốc tế (các Consumer Electronics Show) vào tháng 1 năm 2016. Trong tháng 1 năm 2017 công ty đã trình bày công nghệ mới nhất của mình tại triển lãm CES ở Las Vegas, tuyên bố rằng làm cho chiếc xe của mình tất cả các xe khác dôi dư .

## Tài trợ cãi
Faraday đã là chủ đề của đầu cơ lồng tiếng bởi cựu nhân viên và quan chức chính phủ đã bày tỏ nghi ngờ về tài chính của công ty.  Cụ thể, Faraday đã thất bại trong việc tài trợ cho ngay cả một vài tài khoản ký quỹ tương đối nhỏ mà đã dẫn đến một số nhà phân tích nghi ngờ vững tài chính của công ty và chiến lược đầu tư tổng thể.
"Đó là một vấn đề thời gian trước khi vấn đề xuất hiện", Wang Zheng, giám đốc đầu tư tại Thượng Hải Investment Management Jingxi, giám sát một danh mục đầu tư khoảng 300 triệu $ cho biết. Nó là tránh LeEco cổ phiếu, một phần là do những lo ngại về chiến lược tài chính của mình.  "Công ty là vốn kẹt," Đại Minh, một người quản lý tiền tại Hengsheng Asset Management ở Thượng Hải cho biết.  FF bị đình chỉ làm việc trên các trang web Nevada trong tháng 11 năm 2016 cho đến đầu tiên $ 300 triệu một nguồn kinh phí 600.000.000 $ đi qua.  Sự chậm trễ gây ra những chỉ trích của các quan chức Nevada,  mà Yueting bác bỏ.
Trong số những thách thức tài chính của FF là cung cấp bảo lãnh cho một $ 140,000,000 cho vay khi LeEco mua một mảnh $ 250 triệu đất ở California từ Yahoo.

## Motorsport
Faraday Future sẽ tham gia Formula FIA E Championship cho xe ô tô chạy điện thông qua sự hợp tác với hiện tại Rồng Racing đội, cũng là người Mỹ, cho loạt 'mùa thứ ba, bắt đầu vào tháng 10 năm 2016.  Thông số kỹ thuật cho các xe đã được phát hành vào tháng năm 2016.

## Lãnh đạo, nhân viên
Faraday Future hiện đang được dẫn dắt bởi một đội ngũ điều hành với 5? các thành viên:
- Nick Sampson - Phó Chủ tịch cấp cao của R & D và Kỹ thuật
- Dag Reckhorn - Phó Chủ tịch Sản xuất toàn cầu
- Alan Cherry - Phó Chủ tịch Nhân sự
- Tom Wessner - Phó Chủ tịch của chuỗi cung ứng
- Richard Kim - Trưởng phòng thiết kế  (được biết đến với thiết kế bên ngoài của E84 BMW X1, BMW i3 và BMW i8)
- Silva HiTi - Trưởng phát triển Powertrain

Ngoài các giám đốc điều hành được đặt tên, Faraday Future đã thông báo rằng nó đã xây dựng một đội bóng của cựu Tesla (130 người), GM, Ferrari, Lamborghini, BMW, Audi, của Apple (60 người), SpaceX, và Hulu nhân viên.  Nó vẫn còn chưa rõ ai là Giám đốc điều hành của Faraday tương lai là.